# 西真鍋町
西真鍋町（にしまなべまち）は茨城県土浦市の町名。土浦市市街地北方の二中地区に属する。

## 地理
土浦市市街地の北方にあたる真鍋地域の一角。北は真鍋五丁目、東は真鍋三丁目、南は真鍋二丁目、西は殿里と接する。東を国道125号が南北に通過する。1940年（昭和15年）までは新治郡真鍋町に所属していたエリアにあたり、真鍋地区に実施された住居表示により1975年に成立した町名のうちの一つである。

## 歴史

### 沿革
- 1975年（昭和50年）5月1日 - 土浦市3次住居表示整理事業により土浦市大字真鍋・殿里の一部より成立[5][6]。

### 町名の変遷
| 実施後   | 実施年月日               | 実施前（それぞれ一部） |
| -------- | ------------------------ | ---------------------- |
| 西真鍋町 | 1975年（昭和50年）5月1日 | 真鍋、殿里             |

## 世帯数と人口
2017年（平成29年）8月1日現在の世帯数と人口は以下の通りである。
| 町丁     | 世帯数  | 人口  |
| -------- | ------- | ----- |
| 西真鍋町 | 285世帯 | 651人 |

## 交通

### 鉄道
最寄の鉄道駅はJR常磐線土浦駅。

### 道路
- 国道125号
- 真鍋西通り

## 施設・史跡
- 西真鍋町公民館
- 日本基督教団土浦教会
- 愛宕神社
- 真延寺

## 小・中学校の学区
市立小・中学校に通う場合、学区は以下の通りとなる。
| 町丁     | 番地 | 小学校             | 中学校                 |
| -------- | ---- | ------------------ | ---------------------- |
| 西真鍋町 | 全域 | 土浦市立真鍋小学校 | 土浦市立土浦第二中学校 |